# Hoshihananomia octomaculata
Hoshihananomia octomaculata is een keversoort uit de familie spartelkevers (Mordellidae). De wetenschappelijke naam van de soort is voor het eerst geldig gepubliceerd in 1873 door McLeay.